# Budolfi Isstrømgletsjer
De Budolfi Isstrømgletsjer is een gletsjer in Nationaal park Noordoost-Groenland in het oosten van Groenland. 
De gletsjer is vernoemd naar de heilige Botwulf van Thorney.

## Geografie
De gletsjer is is een zijtak van de L. Bistrupgletsjer waar die zich in het noordoosten bijvoegt. Ze is zuidwest-noordoost georiënteerd en heeft een lengte van meer dan 60 kilometer. Op ongeveer 13 kilometer voor de monding takt de gletsjer richting het noordwesten af, deze tak heet de Ejnargletsjer. Aan de zuidwestkant van de Budolfi Isstrømgletsjer komt er een tak bij de gletsjer, deze tak heet de Ebbegletsjer.
Ongeveer vijftien kilometer zuidelijker ligt de A.B. Drachmanngletsjer. Op ongeveer 20 kilometer naar het westen ligt de Metaforgletsjer en op meer dan tien kilometer naar het noorden ligt de Ponygletsjer.